# Himmetoğlu, Göynük
Himmetoğlu là một xã thuộc huyện Göynük, tỉnh Bolu, Thổ Nhĩ Kỳ. Dân số thời điểm năm 2010 là 600 người.